# HORMAD2
HORMAD2 (англ. HORMA domain containing 2) – білок, який кодується однойменним геном, розташованим у людей на короткому плечі 22-ї хромосоми. Довжина поліпептидного ланцюга білка становить 307 амінокислот, а молекулярна маса — 35 284.
| 10         |  | 20         |  | 30         |  | 40         |  | 50         |
| ---------- |  | ---------- |  | ---------- |  | ---------- |  | ---------- |
| MATAQLSHCI |  | TIHKASKETV |  | FPSQITNEHE |  | SLKMVKKLFA |  | TSISCITYLR |
| GLFPESSYGE |  | RHLDDLSLKI |  | LREDKKCPGS |  | LHIIRWIQGC |  | FDALEKRYLR |
| MAVLTLYTDP |  | MGSEKVTEMY |  | QFKFKYTKEG |  | ATMDFDSHSS |  | STSFESGTNN |
| EDIKKASVLL |  | IRKLYILMQD |  | LEPLPNNVVL |  | TMKLHYYNAV |  | TPHDYQPLGF |
| KEGVNSHFLL |  | FDKEPINVQV |  | GFVSTGFHSM |  | KVKVMTEATK |  | VIDLENNLFR |
| ENSTTEIAHQ |  | GLDCDEEEEC |  | NDHIQRMNFV |  | CSQQSSECSR |  | KKRKVSEPVK |
| VFIPNRK    |  |            |  |            |  |            |  |            |

A: Аланін

C: Цистеїн

D: Аспарагінова кислота

E: Глутамінова кислота

F: Фенілаланін

G: Гліцин

H: Гістидин

I: Ізолейцин

K: Лізин

L: Лейцин

M: Метіонін

N: Аспарагін

P: Пролін

Q: Глутамін

R: Аргінін

S: Серин

T: Треонін

V: Валін

W: Триптофан

Кодований геном білок за функцією належить до фосфопротеїнів. 
Задіяний у такому біологічному процесі, як мейоз. 
Локалізований у ядрі, хромосомах.